# Phú Vinh (eiland)
Phú Vinh of Hòn Vung is een eiland in de archipel Côn Đảo, een archipel in de Zuid-Chinese Zee. Het eiland behoort tot de provincie Bà Rịa-Vũng Tàu, een van de provincies van Vietnam. Het heeft een oppervlakte van ongeveer 0,15 km².